# Höchst
För andra betydelser, se Höchst (olika betydelser).
Höchst är en stadsdel i Frankfurt am Main. Höchst var en självständig stad fram till 1928.
Från Höchst kommer kemiföretaget Hoechst.

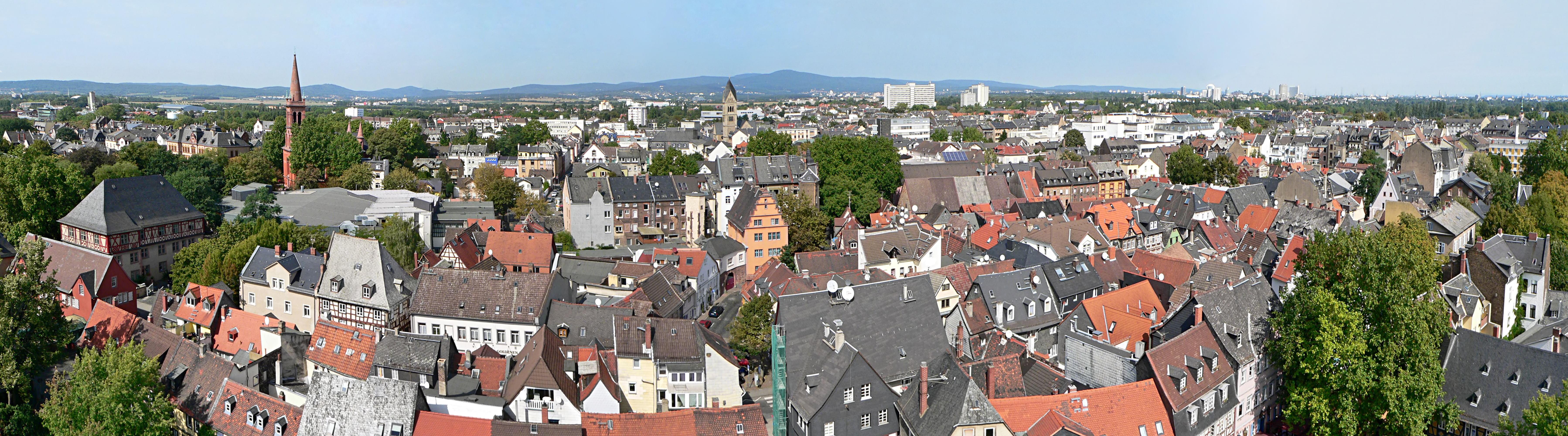
Höchst